# Brock Group
Die Brock Group ist ein US-amerikanischer Industriedienstleister mit Sitz in Houston. Das Dienstleistungsspektrum des Unternehmens umfasst den Gerüstbau, die Oberflächenbeschichtung von Anlagen und Aggregaten, die thermische Isolierung von Anlagen und Wartungsleistungen. In eigenen Werken produziert Brock Schutzbleche für Anlagenteile, Metallkonstruktionen und Schutzumhüllungen für Rohrleitungen.
Das Unternehmen wurde 1947 als Service Painting Company of Beaumont gegründet, ein Malerbetrieb, der sich schon zu Beginn auf die Außenbeschichtung industrieller Anlagen in der Region um das texanische Beaumont konzentrierte. Die Brock Group wurde 2017 durch die Beteiligungsgesellschaft American Industrial Partners übernommen.